# Autopista A3 (Lituania)
La Autopista A3 (Lituania) enlaza la capital del país, Vilna, con la frontera de Bielorrusia. Es una carretera corta, de 33 kilómetros. Su identificador europeo es E28

## Salidas
|           |        |                         |
| Kilómetro | Salida | Nombre                  |
| 0         | 1      | Vilna                   |
| 0         | 2      | A15 , E85               |
| 3,5       | 3      | Nemežis                 |
| 6,5       | 4      | Skaidiškės 106          |
| 15        | 5      | 5209                    |
| 18        | 6      | 5258                    |
| 20,5      | 7      | 5211                    |
| 26        | 8      | 5235                    |
| 33,9      |        | Frontera de Bielorrusia |

- Datos: Q667003
- Multimedia: Greitkelis A3 / Q667003